# Liangzhou (préfecture)
Liangzhou chinois : 凉州 ; pinyin : liángzhōu ; litt. « Préfecture froide ») est le nom d'une ancienne des préfecture des régions zonées (zh) de la dynastie Han, correspondant approximativement à l'actuelle ville-préfecture de Wuwei dans l'actuelle province du Gansu, Chine, 

## Histoire
En 764, alors située au sein du territoire de la dynastie Tang, elle est conquise par l'Empire tibétain (629 – 877), peu de temps après sa victoire à la Bataille de Talas 751 et avant la prise de Chang'an (763, capitale de la dynastie Tang) et elle y reste jusqu'à la Période des Cinq Dynasties et des Dix Royaumes (907 – 979).
Elle devient en 1028, sous la dynastie Song, le gouvernement de Xiliang (zh) (西凉府).